# Velabisht
Velabisht es una localidad albanesa del condado de Berat. Se encuentra situada en el centro-sur del país y desde 2015 está constituida como una unidad administrativa del municipio de Berat. A finales de 2011, el territorio de la actual unidad administrativa tenía 8453 habitantes.
La unidad administrativa incluye los pueblos de Bardhaj i Ri, Bilçë, Drobonik, Duhanas, Gjoroven, Kodras, Malinat, Palikësht, Remanicë, Starovë, Velabisht, Veleshnje y Veterrik.
Se ubica en la periferia suroccidental de la capital municipal Berat, separada del resto de la ciudad por el río Osum.